# Careiro da Várzea (ort)
Careiro da Várzea är en ort i delstaten Amazonas i norra Brasilien. Den är centralort i en kommun med samma namn, och folkmängden uppgick till 1 000 invånare vid folkräkningen 2010. Orten är belägen på en ö längs Paraná do Careiro, som är en bifurkation av Amazonfloden. Storstaden Manaus ligger ett par mil nordväst om orten.